# Arne Schaddelee
A.J. (Arne) Schaddelee (Leiden, 26 mei 1980) is een Nederlandse politicus van de ChristenUnie. Tussen 5 juni 2019 en 29 maart 2023 was hij lid van de Gedeputeerde Staten van Utrecht.

## Biografie

### Opleiding en loopbaan
Schaddelee ging van 1992 tot 1996 naar de mavo en van 1997 tot 1999 naar de havo aan het Driestar College, tussendoor ging hij nog een jaar naar de meao. Van 1999 tot 2001 studeerde hij bestuurskunde en overheidsmanagement aan De Haagse Hogeschool. Van 2001 tot 2006 was hij juridisch medewerker bij de gemeente Nieuwegein.
Van 2002 tot 2005 volgde Schaddelee een hogere bestuursdienstopleiding in algemeen juridische en kabinetszaken bij de Bestuursacademie. Van 2006 tot 2008 was hij commissiegriffier bij de provincie Zuid-Holland. Van 2008 tot 2016 was hij communicatiemanager bij de RMU. Tussen 2009 en 2017 volgde hij diverse communicatieopleidingen bij de SRM. Vanaf 2016 was hij mede-eigenaar van communicatiebureau de gele kamer.

### Politieke loopbaan
Van 2011 tot 2019 was Schaddelee namens de ChristenUnie lid, en vanaf 2012 fractievoorzitter, van de Provinciale Staten van Utrecht. Hij was lijsttrekker van de ChristenUnie bij de Provinciale Statenverkiezingen van 2015 en 2019 In Utrecht. Na de gemeenteraadsverkiezing van 2014 in Houten was hij namens de ChristenUnie kandidaat-wethouder. Sinds 2019 is hij lid van de Gedeputeerde Staten van Utrecht met in zijn portefeuille Mobiliteit, Vergunningverlening, Toezicht & Handhaving, Communicatie en Participatie. In 2023 werd hij tijdens zijn demissionaire periode als gedeputeerde wederom lid van de Provinciale Staten.

### Persoonlijk
Schaddelee is geboren in Leiden, getogen in Harmelen en sinds 2003 woonachtig in Houten. Hij is getrouwd en heeft vier kinderen.